# 태풍 무지개 (2015년)
태풍 무지개(MUJIGAE)는 2015년 10월 2일부터 10월 5일까지 활동했고, 최저기압 955 hPa을 기록했던 2015년의 제22호 태풍이다. 필리핀과 중국에 영향을 주었다. MUJIGAE는 조선민주주의인민공화국에서 제출한 이름으로 무지개를 의미한다.

## 개요
2015년 제22호 태풍 무지개는 10월 2일 오전 3시에 중심기압 998hPa, 최대풍속 18m/s, 강풍 반경 170km, 크기 '소형'의 열대폭풍으로 필리핀 마닐라 북쪽 약 130km 부근 육상에서 발생하였다.(일본 기상청 태풍정보 기준) 발생 이후 남중국해에 진출해서 서북서진하며 급발달해서, 10월 4일 오후 3시에 중화인민공화국 잔장 북쪽 약 10km 부근 해상에서 중심기압 955hPa, 최대풍속 40m/s, 강풍 반경 250km의 세력 '강', 크기 '소형'(한국 기상청 태풍정보 기준, 일본 기상청 세력 해석의 문제로 무지개만 한국 기상청으로 대체)의 태풍으로 최성기를 맞이하였다. 최성기 이후 레이저우반도에 바로 상륙했고, 급약화되어서 일본 기상청 기준으로는 10월 5일 오전 9시에 중화인민공화국 잔장 북서쪽 약 310km 부근 육상에서 중심기압 1008hPa의 열대저압부로 소멸하였다. 한국 기상청 기준으로는 10월 5일 오후 3시에 중화인민공화국 잔장 북서쪽 약 360km 부근 육상에서 중심기압 1010hPa의 열대저압부로 소멸하였다. 일본 기상청에서 2014년 제23호 태풍 장미에 이어 육상에서 태풍 발생을 선언한 2번째 태풍이다.

## 같이 보기
- 2015년 태풍